# Velvet Acid Christ
Velvet Acid Christ (VAC) è una band musicale che suona electro-industrial e proviene da Denver (Colorado) negli Stati Uniti. La band si formò nel 1990, acquisendo limitata popolarità in Europa negli ambiti underground suonando nei nightclub durante la metà degli anni novanta, per poi ampliare il proprio mercato espandendosi come mercato nell'ambito della musica goth facente parte della subcultura industriale. La discografia della band include 12 album.
Bryan Erickson è la testa pensante, vocalist, musicista, e produttore discografico dei Velvet Acid Christ.

## Stile
La maggior parte del lavoro della band rientra nel genere della musica industrial, Gothic, electro-industrial, e EBM. I toni della band spaziano tra l'arrabbiato, eccitato, triste e psichedelico. Il contenuto dei testi della band è vario e include temi come la depressione, l'amore, la misantropia, e l'uso di droga, l'odio, e la religione. Molti dei testi delle canzoni sono stati scritti da Erickson come un metodo di rilassamento espressivo durante periodi di crisi personale.
La maggior parte delle musiche scaturiscono dall'uso del sintetizzatore e di computer software (vedere anche Computer music). Altri strumenti usati dalla band sono sequencer tipo le drum machine e la chitarra elettrica con l'effects pedals. Sampling, che è l'uso di sound clips come parte di una nuova registrazione, è un'altra tecnica comunemente impiegata dalla band.

### Influenze
La band cita molte influenze musicali, tra gli altri gli Aphex Twin, Rush, Skinny Puppy, Cocteau Twins, The Cure e Siouxsie and The Banshees.

## Storia

### Progetti iniziali, primi cambiamenti, e primo album (1990–1995)
Nei primi anni novanta, Erickson e Grigory Bilham, entrambi residenti in Colorado, si misero insieme interessi musicali comuni e registrarono una serie di demos. Con l'entrata di Gary Slaughter e Chris Workman, il gruppo prese vari nomi, incluso Disease Disco Factory, una parodia dell'allora popolare dance presero nome C+C Music Factory, e Toxic Coma. In seguito ad un periodo turbolento che incluse condanne per crimini commessi da Erickson e Slaughter, Workman lasciò il gruppo. Slaughter ed Erickson fecero un esperimento con due progetti collaterali, Cyber Christ e Vortex. Cyber Christ esplorava un suono duro e melancolico che era in forte contrasto con gli altri progetti del gruppo. Quando Erickson scoprì che il nome della band era usato nel film del 1992 Il tagliaerbe, egli rinominò la band Velvet Acid Christ "in onore di un brutto viaggio con l'acido" e nel quale fu usata la frase "cyber-Christ". Il progetto Vortex finì in Velvet Acid Christ per dar forma al nuovo lavoro.
Nel 1994, Workman ritornò per assistere al nuovo stile autoprodotto Gothic, ne venne fuori una demo tape, intitolata Fate. Dopo aver ottenuto risposte incoraggianti dagli amici, la band proseguì con un album autoprodotto nel 1994 Pestilence, un album in versione dance, e nel 1995 con Neuralblastoma, un album dai toni più duri.
Erickson, con altri amici e contribuenti minori tra cui Steve Bird e Dan Olson, fece nascere l'etichetta discografica Electro Death Trip (EDT) che ebbe però breve vita.
L'etichetta fu creata per promuovere meglio i lavori della band. Nel 1995, i tre iniziarono a distribuire nei negozi di dischi locali copie CD di Fate, Pestilence, e Neuralblastoma fatte da loro.

### Interesse delle case discografiche, tour, e viaggi faticosi (1996–2000)
Slaughter e Workman temporaneamente lasciarono la band durante la prima metà del 1996 ed Erickson continuò il progetto da solo, facendo pervenire copie delle registrazioni dei Velvet Acid Christ alle etichette dell'industria discografica, e a musicisti tra cui Bill Leeb pioniere del gruppo industrial Front Line Assembly. Leeb passò la musica a Thorsten Stroht, un media promoter che lavorava per l'etichetta discografica europea Off-Beat Records. Off-Beat A&R fece un accordo con la band.
Come loro prima uscita per la Off-Beat, il gruppo produsse nel 1996 Church of Acid, una compilation di pezzi selezionati dai primi tre album dei Velvet Acid Christ con un'aggiunta di due nuovi pezzi, "Disflux" e "Futile". Church of Acid ebbe un buon successo in Euruopa, e "Futile" divenne un pezzo suonoto di regola in molti nightclub del continente. Nel 1997, l'etichetta statunitense Pendragon Records rilasciò Church of Acid negli USA, sebbene da esso furono tolti i due nuovi pezzi a causa di una disputa riguardo ad alcuni riferimenti sui programmi televisivi di televendite di cui si parlava nelle canzoni.
L'album seguente della band, Calling Ov the Dead, fu rigettato dalla Off-Beat perché non abbastanza eccitante., Slaughter lasciò definitivamente la band. Con l'assistenza di Bird ed Olson, la band indirizzo all'etichetta europea le proprie lamentele per l'accaduto e fece uscire Calling Ov the Dead alla fine del 1997, con la distribuzione negli Stati Uniti seguita dalla Pendragon nel 1998. In seguito al processo, Erickson accumulò un notevole debito finanziario.
Con una formazione costituita da Erickson, Stroht e dal musicista tedesco Ingo Beitz, la band fece un tour europeo nel 1998 con l'uscita per la Off-Beat di Suicide Commando, che attrasse l'attenzione della Metropolis Records, la più grande etichetta di musica industrial degli Stati Uniti. Con l'aiuto della Pendragon, la Metropolis distribuì l'album Neuralblastoma, la partnership tra le due etichette proseguì nel tempo.
Velvet Acid Christ passò la maggior parte del 1999 nello studio di registrazione, all'inizio collaborando con i tedeschi Funker Vogt su un remix EP intitolato Velvet Acid Christ Vs Funker Vogt: The Remix Assault, e poi passarono al seguente disco dei Velvet Acid Christ, Fun With Knives. Con Workman come contribuente occasionale, Erickson cercò assistenza nella produzione di Fun With Knives da parte delle band Luxt e 4th New Army. Fun With Knives, uscito per la Metropolis e per la nuova denominazione della Off-Beat, la sottoetichetta Dependent Records, divenne l'album più venduto della band. Le vendite furono spinte verso l'alto dagli ottimi singoli della band "Decypher" e "Fun With Drugs", e dal pezzo "Slut", che aveva come voce aggiunta la cantante dei Luxt Anna Christine.
Nonostante il successo della band, lo stress aveva portato Erickson alla depressione ed all'incremento nell'uso delle droghe, che portarono alla creazione del seguente lavoro della band, Twisted Thought Generator. Simultaneamente, la band andò in tour per l'Europa 
assieme ai Project X e agli Stromkern e per gli Stati Uniti e Canada con le band Din_Fiv e Haujobb. La formazione della band durante questo periodo fu instabile. Workman, che disse di essersi convertito al Cristianesimo, se ne andò dalla band con la richiesta che il suo nome fosse tolto da tutti i lavori precedenti. La prima formazione del tour europea consisteva in Erickson, Bird e Stroht; la seconda, Erickson e Olson. Il tour del Nord America fu seguito da Erickson, Stroht e dal batterista Paul Lipman. Con vari contributi, Erickson completò Twisted Thought Generator. A causa di ritardi sulle lungaggini, Erickson tolse la band dalla Dependent Records e assegnò la distribuzione dell'album alla Metropolis.

### Cambio di ritmo, nuovo primo materialismo e oltre (2001–)
Erickson mise i Velvet Acid Christ in breve pausa nel 2001, quando abbandonò la propria dipendenza dalle droghe a favore dell'esercizio fisico e divenne vegan assumendo una dieta ad alimentazione cruda. Rinnovato dentro, Erickson creò nel 2003 l'album Hex Angel: Utopia/Dystopia assieme ad un piccolo numero di altri musicisti, tra cui alcuni membri della band Revolution State. Il singolo mix, Hex Angel: Utopia/Dystopia raggiunse il numero 1 nella classifica di musica alternativa in Germania (DAC) per quattro settimane dopo l'uscita, e il singolo dell'album, "Pretty Toy", raggiunse nello stesso anno il numero 18 sulla classifica per la musica Alternative di Billboard. L'album segnò anche il rientro per un breve periodo della band sotto la Dependent Records.
Erickson passò il 2004 facendo uscire e rimaneggiando alcuni dei primi materiali dei Velvet Acid Christ. Con la compilation di 4 volumi Between the Eyes, la band pubblicò una collezione dei propri B-side dei singoli, e proseguì con seguenti ripubblicazioni di Fate (Vol. 2), Pestilence (Vol. 3), e Neuralblastoma (Vol. 4). La band offrì anche dei downloads MP3 liberi di Dimension 8 e Oblivion Interface nel suo sito web fino all'inizio del 2005. Dimension 8, che fu disponibile assieme a Twisted Thought Generator, e Oblivion Interface (informalmente conosciuto come Between the Eyes, Vol. 5) fornì ai fan alcuni lavori mai sentiti del periodo Cyber Christ-Vortex tra il 1991–1994.
Nel 2005, Erickson collaborò con il chitarrista Todd Loomis ed il batterista Chris Kutz per un nuovo album, Lust for Blood, che fu pubblicato il 26-09-2006. Con Lust for Blood, il gruppo lavorò intensamente per creare un nuovo sound mantenendo le caratteristiche originali della band. In seguito alla sua uscita, Lust for Blood raggiunse la vetta della classifica DAC in Germania che mantenne per quattro settimane; Il single dell'album, "Wound", raggiunse la vetta della classifica DAC dei singoli per sette settimane e mantenne il numero 1 per quattro settimane.
La band, che ora è formata solo da Erickson, sta lavorando ad un nuovo LP.

## Persone

### Membri attuali
- Bryan Erickson (1990–) – cantante, composizione, chitarra, testi, missaggio, produzione

### Ex membri
- Grigory Bilham (1990–1992) – assistance, composizione
- Chris Workman (1990–2000) – assistance, composizione
- Gary Slaughter (1994–1997) – composizione, engineering, missaggio, production
- Todd Loomis (2005–2006) – composizione

### Studio contributors
Musicisti che hanno contribuito ai lavori della band (con l'anno approssimativo):
- Steve Bird (1995–2000) – engineering.
- Anna Christine (of Luxt) (1999) – vocals
- Erie Loch (of Luxt) (1999) – lyrics
- Josh Wilson (of 4th New Army) (1999) – assistance, composition, lyrics, vocals
- Lisa Wilson (of 4th New Army) (1999) – assistance, composition
- Abby Hasstedt (2000) – vocals
- Rafi Sholsman (2000) – ranting
- Paul Lipman (2000, 2003) – composition, lyrics, vocals
- Ben Pebley (of Revolution State) (2003) – composition
- Bonnie Pebley (of Revolution State) (2003) – composition
- Chris Kutz (2005) – drums

### Contributi Live
Musicisti che hanno suonoato nei tour con la band (nel 1998, e nel 2000):
- Ingo Beitz (of Kalte Farben) (1998) – synths
- Bryan Erickson (1998, 2000) – vocals, synths, drums, various
- Thorsten Stroht (of Dependent Records) (1998, 2000) – synths
- Steve Bird (2000) – synths, samples
- Paul Lipman (2000) – synths, drums, samples
- Dan Olson (2000) – synths, samples

## Discografia
Note: Sales statistics for most releases have not been publicly disclosed.

### Album e EP
| Title                                                   | Release date                  | Notes | Label                        |
| ------------------------------------------------------- | ----------------------------- | --- | ---------------------------- |
| Fate                                                    | 1994                          | | US: EDT                      |
| Pestilence                                              | 1994                          | | US: EDT                      |
| Church of Acid                                          | EU: 1996 US: 17-11-1997       | | EU: Off-Beat US: Pendragon   |
| Calling Ov the Dead                                     | EU: 17-11-1997 US: 17-03-1998 | | EU: Off-Beat US: Pendragon   |
| Neuralblastoma                                          | 1997                          | | US: EDT                      |
| Velvet Acid Christ Vs Funker Vogt: The Remix Assault EP | 23-03-1999                    | Remix album shared by Velvet Acid Christ and German aggrotech band Funker Vogt.                                                               | EU: Off-Beat US: Metropolis  |
| Fun with Knives                                         | 08-06-1999                    | | EU: Dependent US: Metropolis |
| Twisted Thought Generator                               | 14-11-2000                    | | EU: Dependent US: Metropolis |
| Dimension 8                                             | 14-11-2000                    | Recorded between 1993–1994. Released as a bonus MP3 collection on Twisted Thought Generator.                                                  | n/a                          |
| Hex Angel: Utopia/Dystopia                              | 05-08-2003                    | | EU: Dependent US: Metropolis |
| Oblivion Interface                                      | 2004                          | Recorded between 1992–1994. Tracks were temporarily released as free downloads on the band's website. Also known as Between the Eyes, Vol. 5. | n/a                          |
| Lust for Blood                                          | 26-09-2006                    | | EU: Alive US: Metropolis     |

### Re-releases, compilations, and box sets
| Title                                             | Release date     | Notes | Label                         |
| ------------------------------------------------- | ---------------- | --- | ----------------------------- |
| Neuralblastoma                                    | 6 ottobre 1998   | Re-release. Metropolis release limited to 2500 copies.                                                                  | EU: Off-Beat US: Metropolis   |
| Fun With Razors                                   | 1999             | Box set which included Fun With Knives, a mini "Razordisc," and a razor blade. Limited to 3000 copies.                  | EU: Dependent                 |
| Hex Angel: Utopia/Dystopia Limited Box            | 31 luglio 2003   | Box set which included Hex Angel, a mini flashlight, sticker, double-sided poster and a booklet. Limited to 500 copies. | EU: Dependent US: Metropolis  |
| Dimension 8                                       | 14 gennaio 2004  | Tracks were temporarily re-released as free downloads on the band's website.                                            | n/a                           |
| Between the Eyes, Vol. 1                          | 17 febbraio 2004 | Compilation of singles and B-sides.                                                                                     | EU: Metropolis US: Metropolis |
| Between the Eyes, Vol. 2                          | 18 maggio 2004   | Re-release of Fate. | EU: Metropolis US: Metropolis |
| 2 Originals: Church of Acid + Calling Ov the Dead | 7 settembre 2004 | European, double-disc re-release of Church of Acid and Calling Ov the Dead.                                             | EU: Synthetic Symphony        |
| Between the Eyes, Vol. 3                          | 12 ottobre 2004  | Re-release of Pestilence.                                                                                               | EU: Metropolis US: Metropolis |
| Between the Eyes, Vol. 4                          | 23 novembre 2004 | Re-release of Neuralblastoma.                                                                                           | EU: Metropolis US: Metropolis |
| Calling Ov the Dead                               | 7 febbraio 2006  | Re-release with added remixes of the tracks "BSAT2" and "The Hand."                                                     | EU: Metropolis US: Metropolis |

### Singles
| Song             | Release date   | Album                      | Notes                                         | Label                         |
| ---------------- | -------------- | -------------------------- | --------------------------------------------- | ----------------------------- |
| "The Hand"       | 1997           | Calling Ov the Dead        | Released on various genre compilation albums. | Various                       |
| "Decypher"       | 3 maggio 1999  | Fun With Knives            |                                               | EU: Metropolis US: Metropolis |
| "Fun With Drugs" | 3 maggio 1999  | Fun With Knives            | European version of "Decypher."               | EU: Dependent                 |
| "Dial 8"         | 13 marzo 2001  | Twisted Thought Generator  |                                               | EU: Metropolis US: Metropolis |
| "Pretty Toy"     | 8 luglio 2003  | Hex Angel: Utopia/Dystopia |                                               | EU: Dependent US: Metropolis  |
| "Wound"          | 22 agosto 2006 | Lust for Blood             |                                               | EU: Alive US: Metropolis      |